# Kregarjevo
Kregarjevo este o localitate din comuna Kamnik, Slovenia, cu o populație de 113 locuitori.